# マイク・ホーソーン
ジョン・マイケル・"マイク"・ホーソーン（John Michael "Mike" Hawthorn, 1929年4月10日 - 1959年1月22日）は、イングランド出身のレーシングドライバーで、1958年のF1世界チャンピオン。マイク・ホーソンと記されることもある。

## 経歴

### イギリス人初優勝者

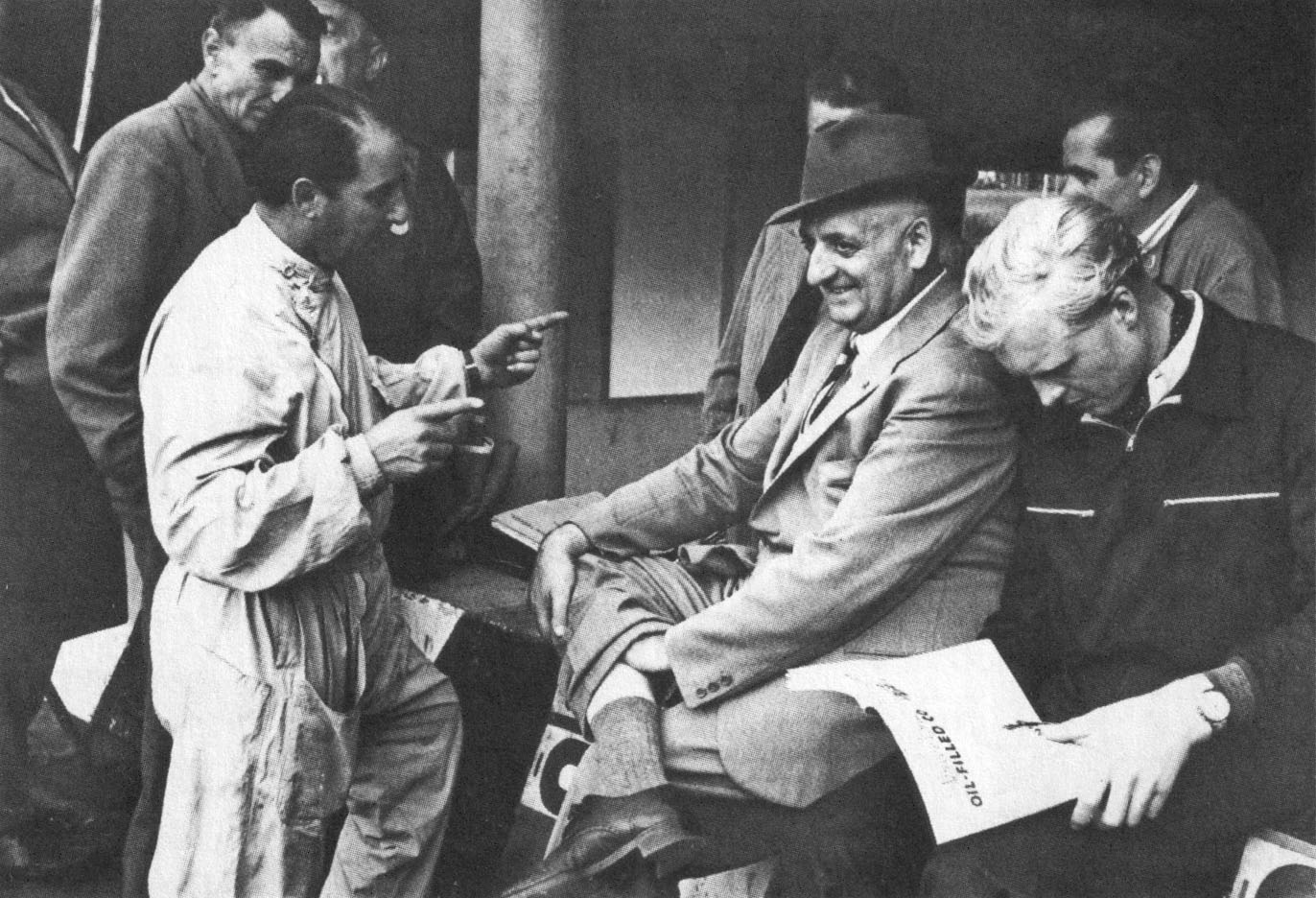
エンツォ・フェラーリ（中央）と相席するホーソーン（右）(1953年)

1952年第3戦ベルギーグランプリにて、クーパーに乗るプライベーターとしてF1デビューし、予選6位から4位に入賞した。その後、デビュー3戦目となるイギリスグランプリで3位に入り、初表彰台を記録する。本格的なレース経験2年目にして非力なクーパー・ブリストルで見せた好走により、当時の最強チーム、フェラーリへの加入が決まった。
翌1953年はフェラーリワークスチームの一員として参戦し、第5戦フランスグランプリで初優勝した。チャンピオン経験者のファン・マヌエル・ファンジオを相手にマッチレースを繰り広げ、最終ラップの最終コーナーで逆転するという見事な勝利であり、「ランスの名勝負」として知られることになる。当時の最年少優勝記録（24歳）を更新し、イギリス人として初の優勝、また、フェラーリのエースドライバー、アルベルト・アスカリの連勝記録を止める結果にもなった。これをはじめ、3度の表彰台を含め参戦した8戦全てに入賞し、ランキングで4位となった。
翌1954年も、参戦した8戦中4度の表彰台を含む5度の入賞。最終戦スペイングランプリでは自身2勝目を挙げ、ランキングでも2位に入った。

### 根拠のない兵役忌避疑惑
1952年に工学学校を卒業し、年末までの召集延期を認められていた。モデナでの事故から退院した時、当局より新たに身体検査を通過しない限り召集されない旨言い渡された。フェラーリと契約しイタリアに住んでいた時もしばしばイギリスのレースに参戦するため生家に帰っているし、また空軍への入隊を志願していたこともある。
1954年のアルゼンチングランプリに出場した時、労働省付政務次官が下院に「レーシング・モータリストといえども兵役義務からの免除は認められない」と提言し、ウォルトン派保守党議員ケネス・トンプソンがマイク・ホーソーンの召集状況に関して質問し、議会で糾弾が始まった。
召集令状が届き、身体検査が行われたが、医師は脚を見るなり検査を続ける意味がないと結論を出した。3ヶ月後に出頭するように言われた。腎臓の具合が悪く、この2ヶ月後に手術を受けている。

### 1955年ル・マン24時間レース
フェラーリのエースとなったホーソーンだったが、イギリス系チームでの参戦に惹かれ、1955年はヴァンウォールに移籍する。しかし、新興チームのため成績は低迷し、後半戦はフェラーリに一時復帰した。

この年はスターリング・モスがジャガーからメルセデス・ベンツに移籍し、その後を埋める形でホーソーンはジャガーに乗ることになり、スポーツカーレースのル・マン24時間レースでジャガー・Dタイプに乗り勝利を収めている。しかしながら、このレースではホーソーンの駆るジャガーを起点として発生した事故でドライバーほか観客に死者86人、重軽傷者100人以上を出す大惨事が起こり、後日ホーソンとジャガーには事故の責任なしと裁定されたものの、この悲劇のレースの当事者として名を刻んでしまい、しかも彼が優勝を飾ったがためにそのレース自体がかなり後味の悪いものとなり、翌日の新聞に「マイク・ホーソーン、あなたの健康を祝して」という皮肉を込めた見出しが躍ることとなった。
1956年はBRMとヴァンウォールに乗るが、開幕戦の3位（プライベーターとしてマセラティのマシンを使用）が最高成績だった。

### チャンピオン獲得

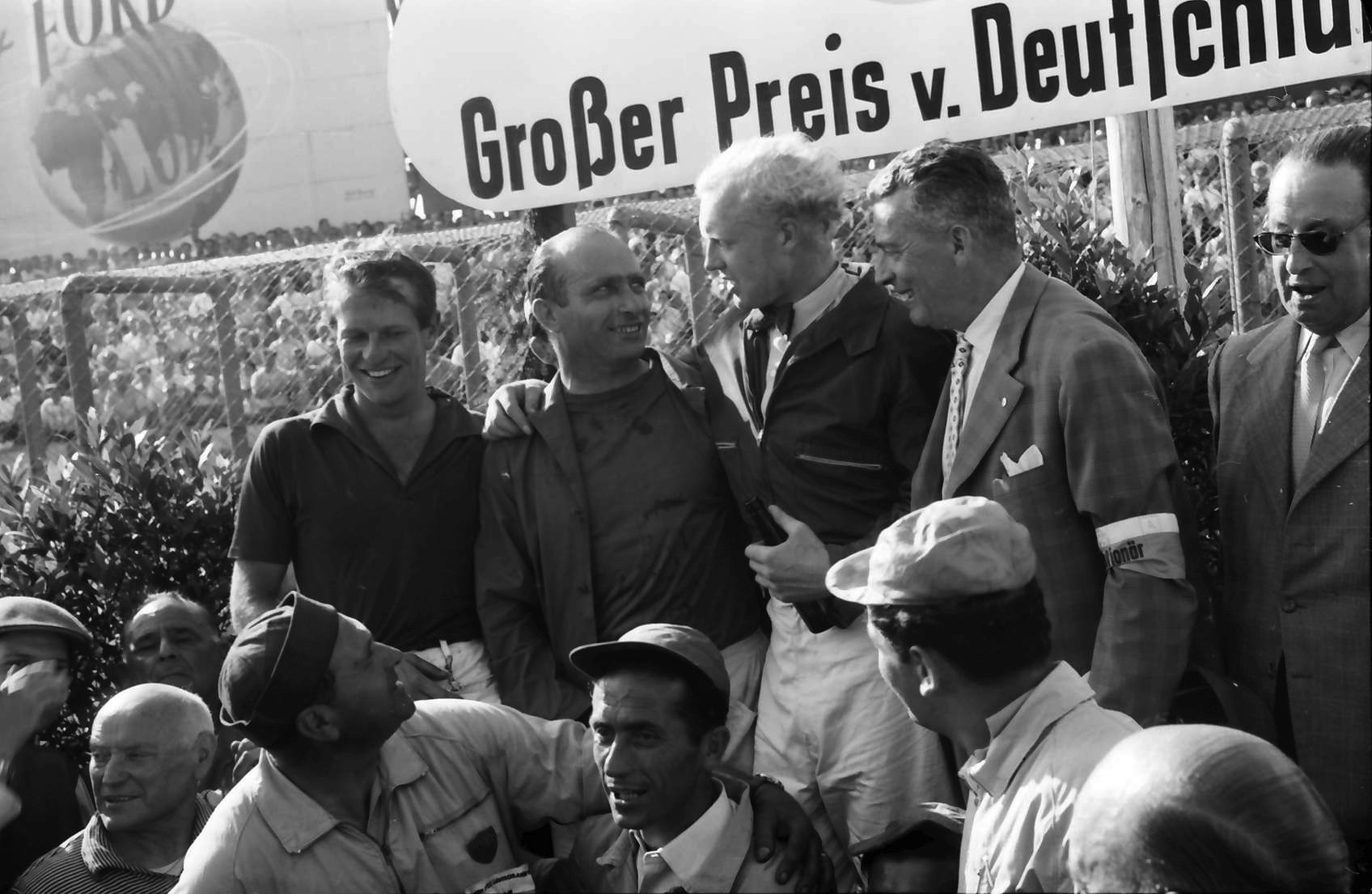
1957年ドイツGP表彰式 - 左からコリンズ、ファンジオ、ホーソーン

1957年よりフェラーリに正式復帰。この年は未勝利に終わるが、参戦した6戦中4戦で入賞し復活をアピールした。
1958年は、5度のチャンピオンファン・マヌエル・ファンジオが2戦の出走のみで引退。ホーソーンとスターリング・モスのイギリス人2者の間で、激しいチャンピオン争いが行われることとなった。
この年、全10戦中4勝を挙げたライバルのモスに対し、ホーソーンは第6戦フランスグランプリでポールトゥーウィンを飾ったのが、唯一の勝利だった。しかし優勝以外ではリタイヤが多かったモスに対し、ホーソーンは勝てないレースでも堅実にポイントを稼いだため、ランキングは拮抗することとなる。ホーソーンは優勝した第6戦フランスグランプリでモスに並ぶと、続く第7戦イギリスグランプリでランキング単独トップに立つ。その後は、1度もランキング首位の座を譲らず、最終的に1ポイント差でチャンピオンを獲得した。
2人の戦績を比較すると、モスは全ドライバー最多の4勝を記録したが、優勝以外では2位1度、他は全てリタイヤ（計5回）。ホーソーンは1勝だが、2位に5回、3位に1回入り、当時1ポイントが与えられていたファステストラップも、最多の5回を記録している。リタイヤは2回だった。
モスを下しチャンピオンとなったホーソーンだったが、その2ヶ月後このシーズン限りでのF1引退を表明した。これにはファッションモデルのジーン・ハワースと婚約しており以前からホーソーンが「結婚した男はレースに出るべきでない」と言っていたこと、非常に仲の良かったチームメイトの1人ピーター・コリンズが同年のドイツグランプリで事故死したこと、自らも肝臓に病を患っていたことが原因とされている。

### 公道での事故死
引退から約3ヶ月後の1959年1月22日、ホーソーンは商取引のためロンドンに向かう途中、サリー州のギルフォードバイパスを走っていて友人のロブ・ウォーカーと偶然出会った。ウォーカーの車を抜いた直後ホーソーンの車は突然スピンし、後ろ向きでトラックに衝突。道からはずれて立木にぶつかり、折れ曲がった車の中でホーソーンは死亡した。事故原因として、オーバースピード、濡れた路面でのスリップ、飲酒運転などが推測されたが、真相は解明されなかった。ロブ・ウォーカーは「居合わせたのは純粋な偶然」「二人でレースをしたんだろうなんてばかばかしい想像」としている。
なお、ホーソーンはDタイプのエンジンを積んだ特製のジャガー・Mk1、ウォーカーはメルセデス・ベンツ・300SLに乗っていたが、ジャガーとメルセデス・ベンツは4年前のル・マンの大事故に絡んだメーカー同士だった。皮肉な最期となったが、前述した不治の病もあり、事故がなくても長生きはできなかったであろうと言われている。

## 人物
蝶ネクタイを愛用しており、レースの際は緑色のジャケットと白いシャツに蝶ネクタイという目立つ服装でドライビングしていた。このため「ル・パピヨン」（フランス語で蝶の意味）と呼ばれていた。ブロンドの髪には「テスタ・デ・ストッパ」（イタリア語で麻色の髪の意味）というニックネームが付けられた。
ファンジオは1953年のフランスグランプリで戦ったホーソーンについて「私と争ったその青年は金髪のせいで少年のように見えたが、チャンピオン並みの粘り強さを持っていた」と褒めている。ファンジオの引退レースとなった1958年のフランスグランプリでは、優勝者のホーソーンがトラブルでペースの上がらないファンジオを周回遅れにしかけたが、偉大なドライバーに敬意を払い、あえて抜こうとしなかった。
フェラーリのチームメイトであるピーター・コリンズとは公私ともに気が合い、モナミ・メイト（Mon Ami Mate 、フランス語と英語の造語で「恋人のような友人」）と呼ばれた。1958年にコリンズが事故死した後、ホーソーンはコリンズが愛車フェラーリ・250GTに装着していた特注のディスクブレーキを見本にして、チームに初めてディスクブレーキの使用を認めさせた。ふたりの友情については、自動車ジャーナリストのクリス・ニクソンが著書『Mon Ami Mate』にまとめている。
イギリスまたはイギリス連邦出身の最優秀F1ドライバーを称える賞として、1959年より毎年「ホーソン・メモリアル・トロフィー」が選定されている。

## レース戦績

### F1
| 年     | エントラント                                     | シャシー | エンジン                  | 1       | 2       | 3      | 4       | 5       | 6       | 7       | 8       | 9     | 10    | 11    | WDC  | ポイント |
| ------ | ------------------------------------------------ | -------- | ------------------------- | ------- | ------- | ------ | ------- | ------- | ------- | ------- | ------- | ----- | ----- | ----- | ---- | -------- |
| 1952年 | レスリー・D・ホーソーン （クーパー・ブリストル） | T20      | ブリストル BS1 2.0 L6     | SUI     | 500     | BEL 4  |         | GBR 3   | GER     | NED 4   | ITA NC  |       |       |       | 5位  | 10       |
| 1952年 | AHM・ブライド （クーパー・ブリストル）           | T20      | ブリストル BS1 2.0 L6     |         |         |        | FRA Ret |         |         |         |         |       |       |       | 5位  | 10       |
| 1953年 | フェラーリ                                       | 500      | フェラーリ 500 2.0 L4     | ARG 4   | 500     | NED 4  | BEL 6   | FRA 1   | GBR 5   | GER 3   | SUI 3   | ITA 4 |       |       | 4位  | 19 (27)  |
| 1954年 | フェラーリ                                       | 625      | フェラーリ 625 2.5 L4     | ARG DSQ | 500     | BEL 4* |         | GBR 2   | GER 2*  | SUI Ret | ITA 2   |       |       |       | 3位  | 24 9⁄14  |
| 1954年 | フェラーリ                                       | 553      | フェラーリ 554 2.5 L4     |         |         |        | FRA Ret |         |         |         |         | ESP 1 |       |       | 3位  | 24 9⁄14  |
| 1955年 | ヴァンダーヴェル （ヴァンウォール）              | VW1      | ヴァンウォール 254 2.5 L4 | ARG     | MON Ret | 500    | BEL Ret |         |         |         |         |       |       |       | NC   | 0        |
| 1955年 | フェラーリ                                       | 555      | フェラーリ 555 2.5 L4     |         |         |        |         | NED 7   |         | ITA 10  |         |       |       |       | NC   | 0        |
| 1955年 | フェラーリ                                       | 625      | フェラーリ 555 2.5 L4     |         |         |        |         |         | GBR 6*  |         |         |       |       |       | NC   | 0        |
| 1956年 | オーウェン （マセラティ）                        | 250F     | マセラティ 250F1 2.5 L6   | ARG 3   |         |        | BEL DNS |         |         |         |         |       |       |       | 12位 | 4        |
| 1956年 | オーウェン （BRM）                               | P25      | BRM P25 2.5 L4            |         | MON DNS | 500    |         |         | GBR Ret | GER     | ITA     |       |       |       | 12位 | 4        |
| 1956年 | ヴァンダーヴェル （ヴァンウォール）              | VW2      | ヴァンウォール 254 2.5 L4 |         |         |        |         | FRA 10* |         |         |         |       |       |       | 12位 | 4        |
| 1957年 | フェラーリ                                       | D50      | フェラーリ DS50 2.5 V8    | ARG Ret | MON Ret | 500    |         |         |         |         |         |       |       |       | 4位  | 13       |
| 1957年 | フェラーリ                                       | 801      | フェラーリ DS50 2.5 V8    |         |         |        | FRA 4   | GBR 3   | GER 2   | PES     | ITA 6   |       |       |       | 4位  | 13       |
| 1958年 | フェラーリ                                       | 246      | フェラーリ 143 2.4 V6     | ARG 3   | MON Ret | NED 5  | 500     | BEL 2   | FRA 1   | GBR 2   | GER Ret | POR 2 | ITA 2 | MOR 2 | 1位  | 42 (49)  |

- 太字はポールポジション、斜字はファステストラップ。(key)
- * : 同じ車両を使用したドライバーに順位とポイントが配分された。

### ル・マン24時間レース
| 年     | チーム                   | コ・ドライバー         | 車両                                      | クラス | 周回数 | 総合 順位 | クラス 順位 |
| ------ | ------------------------ | ---------------------- | ----------------------------------------- | ------ | ------ | --------- | ----------- |
| 1953年 | スクーデリア・フェラーリ | ジュゼッペ・ファリーナ | フェラーリ・340 MM Pininfarina Berlinetta | S5.0   | 12     | DSQ       | DSQ         |
| 1955年 | ジャガー・カーズ Ltd.    | アイバー・ビューブ     | ジャガー・D-Type                          | S5.0   | 307    | 1位       | 1位         |
| 1956年 | ジャガー・カーズ Ltd.    | アイバー・ビューブ     | ジャガー・D-Type                          | S5.0   | 280    | 6位       | 3位         |
| 1957年 | スクーデリア・フェラーリ | ルイジ・ムッソ         | フェラーリ・335 S                         | S5.0   | 56     | DNF       | DNF         |
| 1958年 | スクーデリア・フェラーリ | ピーター・コリンズ     | フェラーリ・250TR 58                      | S3.0   | 112    | DNF       | DNF         |

### セブリング12時間レース
| 年     | チーム                                                   | コ・ドライバー                     | 車両                  | クラス | 周回数 | 総合 順位 | クラス 順位 |
| ------ | -------------------------------------------------------- | ---------------------------------- | --------------------- | ------ | ------ | --------- | ----------- |
| 1955年 | B.S.カニンガム                                           | フィル・ウォルターズ               | ジャガー・D-Type      | S5.0   | 182    | 1位       | 1位         |
| 1956年 | ジャガー・オブ・ニューヨーク・ディストリビューターズInc. | デスモンド・ティッターリントン     | ジャガー・D-Type      | S5.0   | 162    | DNF       | DNF         |
| 1957年 | ジャガー・カーズ・オブ・ノース・アメリカ                 | アイバー・ビューブ                 | ジャガー・D-Type      | S5.0   | 193    | 3位       | 2位         |
| 1958年 | スクーデリア・フェラーリ                                 | ヴォルフガング・フォン・トリップス | フェラーリ・250 TR 58 | S3.0   | 159    | DNF       | DNF         |

### スパ24時間レース
| 年     | チーム                   | コ・ドライバー         | 車両                                              | クラス | 周回数 | 総合 順位 | クラス 順位 |
| ------ | ------------------------ | ---------------------- | ------------------------------------------------- | ------ | ------ | --------- | ----------- |
| 1953年 | スクーデリア・フェラーリ | ジュゼッペ・ファリーナ | フェラーリ・375 MM ピニン ファリーナ ベルリネッタ | S      | 260    | 1位       | 1位         |

### ミッレミレア
| 年     | チーム          | コ・ドライバー   | 車両                                       | クラス | 総合 順位 | クラス 順位 |
| ------ | --------------- | ---------------- | ------------------------------------------ | ------ | --------- | ----------- |
| 1953年 | フェラーリ・Spa | アゼリオ・カッピ | フェラーリ・250 MM ヴィニャーレ スパイダー | S+2.0  | DNF       | DNF         |

### ランス12時間レース
| 年     | チーム           | コ・ドライバー   | 車両             | クラス | 総合 順位 | クラス 順位 |
| ------ | ---------------- | ---------------- | ---------------- | ------ | --------- | ----------- |
| 1956年 | ジャガー・カーズ | ポール・フレール | ジャガー・D-Type | S3.5   | 2位       | 2位         |

### ペスカーラ12時間レース
| 年     | チーム                   | コ・ドライバー           | 車両                                              | クラス | 総合 順位 | クラス 順位 |
| ------ | ------------------------ | ------------------------ | ------------------------------------------------- | ------ | --------- | ----------- |
| 1953年 | スクーデリア・フェラーリ | ウンベルト・マグリオーリ | フェラーリ・375 MM ピニン ファリーナ ベルリネッタ | S+2.0  | 1位       | 1位         |